# Adlerschnabel
Der Adlerschnabel (Eutoxeres aquila), auch Weißkehl-Sichelschnabel, Adlerschnabelkolibri oder Grünschwanz-Sichelschnabel genannt, ist eine Vogelart aus der Familie der Kolibris (Trochilidae). Der Bestand wird von der IUCN als „nicht gefährdet“ (Least Concern) eingeschätzt.

## Merkmale
Der Adlerschnabel erreicht eine Körperlänge von 13,5 cm. Sein Körperbau ist muskulös und kräftig, das Gefieder ist relativ schlicht im Vergleich mit den meisten anderen Kolibriarten. Die Oberseite ist glänzend dunkelgrün, die Unterseite ist breit schwarz und weiß gestrichelt. Der Schwanz ist gerundet und bräunlich grün, die Spitzen der Steuerfedern sind deutlich weiß gefärbt, die Ränder der Unterschwanzdecken leuchtend orange-ockerfarben. Der etwa 3 cm lange Schnabel ist fast um 90° nach unten gebogen. Der Unterschnabel ist gelb.
Die Unterarten zeigen nur geringe morphologische Unterschiede.

## Verbreitung

Verbreitung des Adlerschnabels

Das Verbreitungsgebiet umfasst Costa Rica, Panama, Kolumbien,  Ecuador und Peru. 2006 wurde ein Exemplar in Venezuela gefangen.

## Lebensraum und Lebensweise
Der Adlerschnabel bewohnt das Unterholz des tropischen Regenwaldes, Sekundärwälder und Waldränder und ist bis in Höhen von 2100 m zu finden. Man sieht ihn in der Regel einzeln im Unterholz. Sein Flug ist langsam mit hörbaren Flügelschlägen. Er ernährt sich hauptsächlich vom Nektar von Helikonien, Columnea- (aus der Familie der Gesneriengewächse) und Centropogon-Arten (aus der Familie der Glockenblumengewächse). Beim Sondieren der Blütenkrone krallt er sich oft an den Pflanzen fest. Außerdem sammelt er Insekten von Baumstämmen und Ästen.

## Fortpflanzung
Soweit bekannt werden alle Brutaktivitäten vom Weibchen durchgeführt; wie bei allen Kolibris umfasst das Gelege zwei Eier. Das Nest besteht aus feinen Wurzeln, Tierhaaren, Federn, Pilzrhizomen und Pflanzenfasern, die mit Spinnweben zusammengehalten werden. Es hängt gewöhnlich unter einem großen Blatt etwa ein bis vier Meter über Bächen oder Wasserfällen. Es wurden auch schon Nester unter Brücken und Dächern von unbeleuchteten Gebäuden gefunden. Die Brutzeit beträgt 16 bis 17 Tage; die Nestlinge, die mit teils vorverdautem und wieder hervorgewürgtem Nektar und Insekten gefüttert werden, sind nach 22 bis 25 Tagen flügge.

## Systematik
Es wurden drei Unterarten beschrieben:
- Eutoxeres aquila salvini Gould, 1868[7] – ist in Costa Rica bis Westkolumbien verbreitet.
- Eutoxeres aquila heterurus Gould, 1868[7] – kommt in den westlichen Anden vom südwestlichen Kolumbien bis Westecuador vor.
- Eutoxeres aquila aquila (Bourcier, 1847)[8] – die Nominatform ist in den östlichen Anden von Kolumbien bis Nordperu und in Westvenezuela beheimatet.

## Etymologie und Forschungsgeschichte
Das Typusexemplar des Adlerschnabels stammte aus der Sammlung von George Loddiges (1786–1846). Es wurde in der Gegend um Bogotá im damaligen Vizekönigreich Neugranada von Gustav Wallis (1830–1878) gesammelt. Jules Bourcier beschrieb die Art unter dem Namen Trochilus Aquila. Später wurde sie der Gattung Eutoxeres zugeordnet.  Dieser Name leitet sich von den griechischen Wörtern εὖ eu für „schön, gut“ und τοξηρης toxērēs für „mit Bogen versehen, Bogenschütze“ ab. Das Artepitheton aquila ist das lateinische Wort für „Adler“. Das Wort heterurus ist ein Wortgebilde aus den griechischen Wörtern ἕτερος héteros für „anders, einer von zweien“ und ουρά ourá für „Schwanz“. Salvini ist Osbert Salvin (1835–1898) gewidmet, den Gould einen Gentleman nennt, der diese Ehrerbietung wirklich verdient hätte.